# Équipe du Mexique masculine de handball
L'équipe du Mexique de handball masculin représente la Fédération mexicaine de handball lors des compétitions internationales. La sélection n'a jamais participé aux tournois olympiques et aux championnats du monde. 
Sa meilleure performance au Championnat panaméricain masculin de handball est une quatrième place acquise en 1985. Aux Jeux panaméricains, le Mexique termine quatrième en 2019.

## Palmarès

### Championnat panaméricain
- 1979 : 6e place
- 1981 : 5e place
- 1983 : 5e place
- 1985 : 4e place
- 1989 : 5e place
- 1994 : 5e place
- 1996 : 6e place
- 1998 : 7e place
- 2000 : 7e place
- 2002 : 7e place
- 2004 : 8e place
- 2006 : 7e place
- 2008 : non qualifié
- 2010 : non qualifié
- 2012 : 9e place
- 2014 : 7e place
- 2016 : 7e place
- 2018 : non qualifié

### Jeux panaméricains
- 2003 : 8e place
- 2007 : 8e place
- 2011 : 6e place
- 2015 : non qualifié
- 2019 : 4e place

### Championnat d'Amérique du Nord et des Caraïbes
- 2014 : 4e
- 2018 : 4e
- 2020 : annulé à cause de la pandémie de Covid-19
- 2022 : 4e
- 2024 :  Finaliste